# Гравзон
Гравзон (фр. Graveson) — коммуна на юго-востоке Франции в регионе Прованс — Альпы — Лазурный Берег, департамент Буш-дю-Рон, округ Арль, кантон Шаторенар.
Площадь коммуны — 23,54 км², население — 3736 человек (2006) с выраженной тенденцией к росту: 4271 человек (2012), плотность населения — 181,4 чел/км².

## Население
Население коммуны в 2011 году составляло 4032 человека, а в 2012 году — 4271 человек.
| 1962 | 1968 | 1975 | 1982 | 1990 | 1999 | 2005 | 2006 | 2010 | 2011 | 2012 |
| ---- | ---- | ---- | ---- | ---- | ---- | ---- | ---- | ---- | ---- | ---- |
| 2035 | 2024 | 2134 | 2276 | 2752 | 3185 | 3570 | 3736 | 3914 | 4032 | 4271 |

Динамика населения:

## Экономика
В 2010 году из 2610 человек трудоспособного возраста (от 15 до 64 лет) 1956 были экономически активными, 654 — неактивными (показатель активности 74,9%, в 1999 году — 71,1%). Из 1956 активных трудоспособных жителей работали 1752 человека (940 мужчин и 812 женщин), 204 числились безработными (91 мужчина и 113 женщин). Среди 654 трудоспособных неактивных граждан 214 были учениками либо студентами, 237 — пенсионерами, а ещё 203 — были неактивны в силу других причин.
На протяжении 2010 года в коммуне числилось 1596 облагаемых налогом домохозяйств, в которых проживало 4137,0 человек. При этом медиана доходов составила 18 тысяч 493 евро на одного налогоплательщика.

## Достопримечательности (фотогалерея)

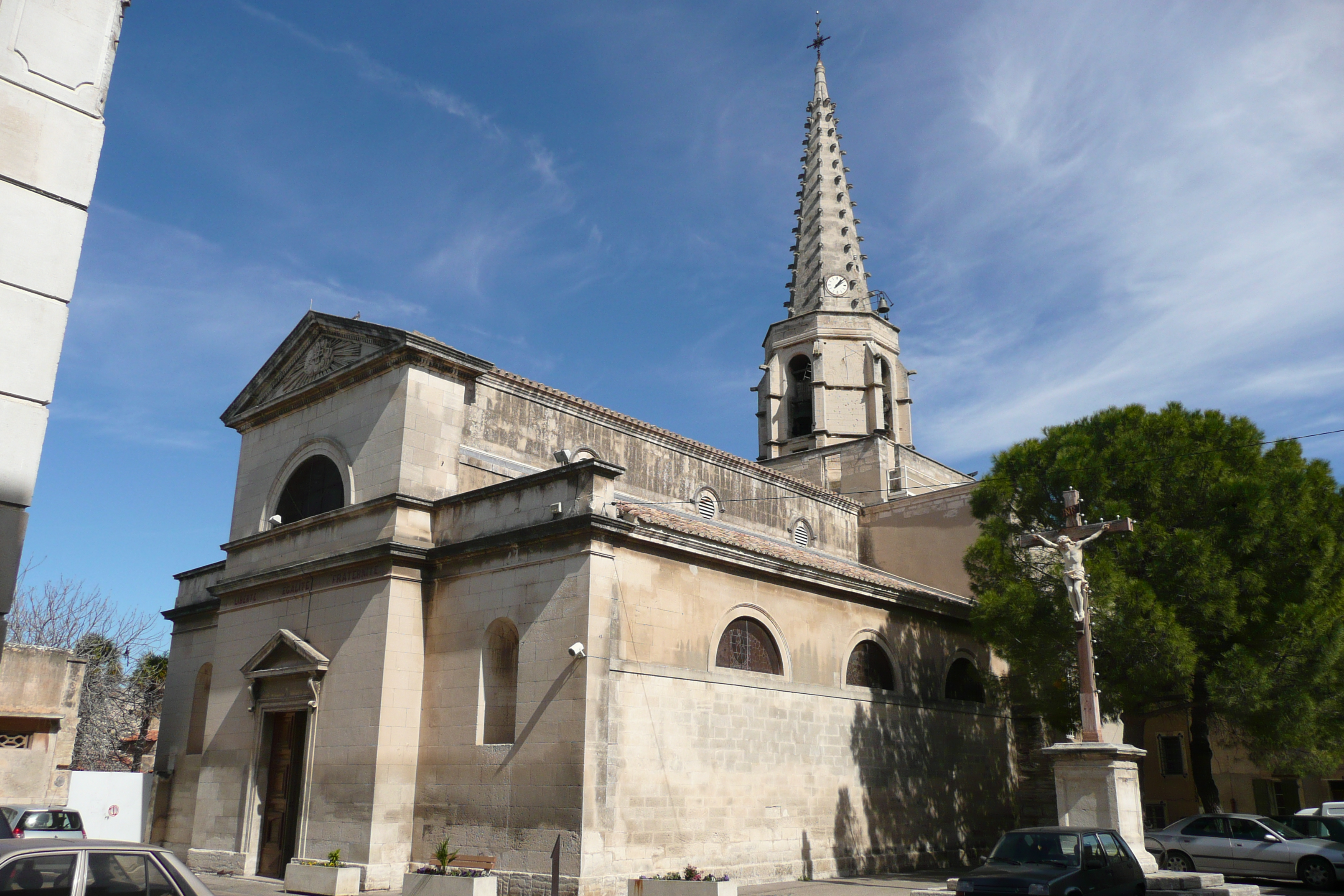
Римская церковь